# Comuna Peregu Mare, Arad
Peregu Mare (în maghiară: Németpereg, în germană: Deutschpereg, în slovacă: Veľký Pereg) este o comună în județul Arad, Crișana, România, formată din satele Peregu Mare (reședința) și Peregu Mic. n perioada 2008 - 2012, primarul comunei a fost Nagy Alexandru.

## Demografie
Componența etnică a comunei Peregu Mare
     Maghiari (39,53%)
     Români (33,09%)
     Ruteni (8,26%)
     Slovaci (7,35%)
     Cehi (2,86%)
     Germani (2,47%)
     Alte etnii (0,78%)
     Necunoscută (5,66%)
Componența confesională a comunei Peregu Mare
     Reformați (37,97%)
     Ortodocși (27,37%)
     Greco-catolici (16,19%)
     Romano-catolici (9,82%)
     Penticostali (1,11%)
     Alte religii (1,43%)
     Necunoscută (6,11%)
Conform recensământului efectuat în 2021, populația comunei Peregu Mare se ridică la 1.538 de locuitori, în scădere față de recensământul anterior din 2011, când fuseseră înregistrați 1.625 de locuitori. Cei mai mulți locuitori sunt maghiari (39,53%), cu minorități de români (33,09%), ruteni⁠(d) (8,26%), slovaci (7,35%), cehi (2,86%) și germani (2,47%), iar pentru 5,66% nu se cunoaște apartenența etnică. Din punct de vedere confesional, cei mai mulți locuitori sunt reformați (37,97%), cu minorități de ortodocși (27,37%), greco-catolici (16,19%), romano-catolici (9,82%) și penticostali (1,11%), iar pentru 6,11% nu se cunoaște apartenența confesională.

## Politică și administrație
Comuna Peregu Mare este administrată de un primar și un consiliu local compus din 11 consilieri. Primarul, Emeric Kovacs[*], de la Uniunea Democrată Maghiară din România, este în funcție din 2012. Începând cu alegerile locale din 2024, consiliul local are următoarea componență pe partide politice:
|  | Partid                                    | Consilieri | Componența Consiliului | Componența Consiliului | Componența Consiliului | Componența Consiliului | Componența Consiliului | Componența Consiliului |
|  | ----------------------------------------- | ---------- | ---------------------- | ---------------------- | ---------------------- | ---------------------- | ---------------------- | ---------------------- |
|  | Uniunea Democrată Maghiară din România    | 6          |                        |                        |                        |                        |                        |                        |
|  | Partidul Național Liberal                 | 3          |                        |                        |                        |                        |                        |                        |
|  | Partidul Social Democrat                  | 1          |                        |                        |                        |                        |                        |                        |
|  | Uniunea Culturală a Rutenilor din România | 1          |                        |                        |                        |                        |                        |                        |

## Atracții turistice
- Biserica romano-catolică din satul Peregu Mare
- Biserica greco-catolică din Peregu Mare